# De Eem
De Eem is een fusiewaterschap in de Nederlandse provincie Utrecht dat bestond van 1973 tot 1989.
Het waterschap omvatte het stroomgebied van de rivier de Eem en was gevormd uit de volgende voormalige waterschappen:
- Beoosten de Eem
- Bewesten de Eem
- De Melm
- De Pijnenburger Grift
- 't Hogeland